# ライトムア・ジャンクション

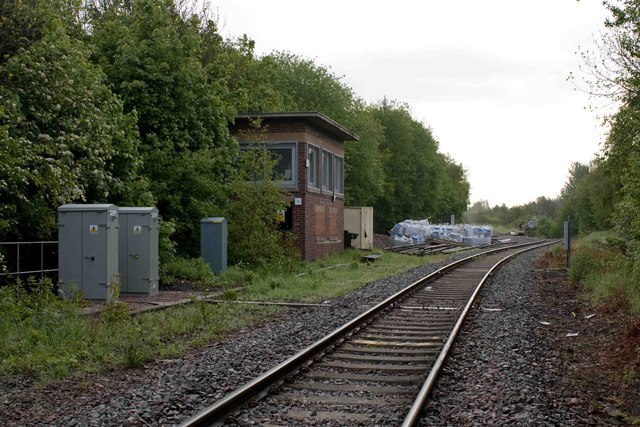
ライトムア・ジャンクション、2009年撮影。

ライトムア・ジャンクション (Lightmoor Junction) は、イングランドのシュロップシャーで、ビルドウォズにあるアイアンブリッジ発電所駅とメイドリー・ジャンクション駅の間に位置する、かつての鉄道のジャンクション。

## 沿革
1854年、グレート・ウェスタン鉄道は、東方のメイドリー・ジャンクション駅方面へ向かう線路と、ドウズリー (Doseley)、ホースヘイを経て北方のウェリントン駅へと向かうの線路の分岐点にライトムア・ジャンクションを開設した。当時、このジャンクションの南西方向のコールブルックデールでは、製鉄業の集積が形成されており、周辺のアイアンブリッジ峡谷一帯は工業地帯を形成していた。ジャンクションの北側には煉瓦やタイルの製造工場や、粘土の採掘地があり、ジャンクションはそれらへの引き込み線との接続点にもなっていた。
ウェリントン駅方面へ向かう路線は、1981年に完全に廃止されたが、その後も、複線化されているアイアンブリッジ発電所方面の区間と、メイドリー・ジャンクション駅方面の単線区間を接続する地点として、信号扱所は維持された。しかし、2006年12月23日には、イアンブリッジ発電所方面の区間が単線化されたため信号扱所も廃止されて、以降はメイドリー・ジャンクションの信号扱所が管制する新しい信号保安の仕組みが導入された。さらに2011年以降は、ウェスト・ミッドランズ信号センター (West Midlands Signalling Centre) に管制が移管された。
テルフォード蒸気鉄道 (TSR) は、かつてのウエリントンへ向かう路線の一部を使用しており、保存鉄道の一部としてかつての信号扱所を使用したいという意向をもっていた。その後、ライトムア・ジャンクションの信号扱所の賃貸借をめぐる交渉がまとまり、ネットワーク・レールから TSR に施設の鍵が引き渡されたのは2008年8月8日であった。